# Les Clées
Les Clées ([le kle], im einheimischen frankoprovenzalischen Dialekt [ɛ ˈçʎɛjɛ]) ist eine politische Gemeinde im Distrikt Jura-Nord vaudois des Kantons Waadt in der Schweiz.

## Geographie
Les Clées liegt auf 610 m ü. M., 5 km westlich von Orbe und 15 km westsüdwestlich der Bezirkshauptstadt Yverdon-les-Bains (Luftlinie). Das Dorf erstreckt sich auf einem Geländevorsprung links der Orbe, in einer kleinen Talweitung im Bereich der Gorges de l’Orbe am Rand des Juras und am Südfuss des Suchet.
Die Fläche des 7,0 km² grossen Gemeindegebiets umfasst einen schmalen Abschnitt im Bereich des tief eingeschnittenen Orbetals. Die Talhänge sind teilweise von Felsbändern durchzogen. Nach Westen erstreckt sich der Gemeindeboden bis zum Waldhang Pré Caraudy, an dem mit 870 m ü. M. der höchste Punkt von Les Clées erreicht wird. Im Osten reicht das Gebiet in die unter Naturschutz stehenden Gorges de l’Orbe. Im Nordosten umfasst Les Clées einen Teil des nach Osten geneigten Jurafussplateaus mit dem Waldgebiet Chassagne. Von der Gemeindefläche entfielen 1997 5 % auf Siedlungen, 70 % auf Wald und Gehölze, 24 % auf Landwirtschaft, und etwas mehr als 1 % war unproduktives Land.
Zu Les Clées gehören der Weiler La Russille (692 m ü. M.) auf dem Jurafussplateau oberhalb des Waldes Chassagne sowie einige Einzelhöfe. Nachbargemeinden von Les Clées sind Agiez, Bretonnières, Premier, Vallorbe, Ballaigues, Lignerolle, L’Abergement, Sergey und Montcherand.

## Bevölkerung
Mit 192 Einwohnern (Stand 31. Dezember 2023) gehört Les Clées zu den kleinen Gemeinden des Kantons Waadt. Von den Bewohnern sind 94,2 % französischsprachig, 3,9 % deutschsprachig, und 1,3 % sprechen Serbokroatisch (Stand 2000). Die Bevölkerungszahl von Les Clées belief sich 1850 auf 222 Einwohner, 1900 auf 228 Einwohner. Danach halbierte sie sich bis 1970 auf 115 Einwohner, seither wurde wieder eine Bevölkerungszunahme beobachtet.

## Wirtschaft
Les Clées ist heute noch ein landwirtschaftlich geprägtes Dorf mit etwas Ackerbau und Viehzucht. Dank dem grossen Waldanteil am Gemeindegebiet hatte auch die Holzverarbeitung bis in die 1970er-Jahre eine Bedeutung. Einige weitere Arbeitsplätze bietet das lokale Kleingewerbe an. Vom 15. bis zum 18. Jahrhundert wurde in einem Schmelzofen Roheisen verhüttet. Ein Wasserkraftwerk, das von 1892 bis 1965 in Betrieb war, wurde durch eine unterirdische Anlage ersetzt.

## Verkehr
Die Gemeinde liegt heute abseits der Durchgangsstrassen an einer Verbindung von Baulmes nach Romainmôtier-Envy. Am nördlichen Talhang der Orbe verläuft seit 1989 die Autostrasse A9 mit mehreren Lehnenviadukten. Der Postautokurs, der von Orbe nach Vallorbe verkehrt, hat eine Haltestelle in der Nähe des Weilers La Russille.

## Geschichte
Schon zur Römerzeit führte die Strasse über den Jougnepass bei Les Clées über die Orbe, vermutlich befand sich hier einst ein römisches Lager, das die Namen Cletae und castrum ad Claves trug. Der Name bezeichnet einen Ort an einer schmalen Wegpassage.
In neuerer Zeit wurde Les Clées erstmals 1134 unter dem Namen Clees erwähnt; 1268 erschien die Bezeichnung Cloies. Wahrscheinlich war die Brücke über die Orbe bereits um 1050 befestigt. Im Laufe des 12. Jahrhunderts entwickelte sich die Herrschaft Les Clées, die 1232 von den Herzögen von Burgund an die Grafen von Genf verliehen wurde. 1260 kam sie an Savoyen. Die Herrschaft umfasste zunächst acht umliegende Ortschaften. Vom 15. Jahrhundert bis 1566 gehörte auch das gesamte Vallée de Joux zu Les Clées.
Um die Burg entstand allmählich ein kleines Städtchen, das 1272 von den Grafen von Savoyen städtische Freiheiten erlangte. In der Folgezeit erlebte Les Clées dank der Einnahme von Wegzöllen eine Blütezeit. Oberhalb der Altstadt (Bourg vieux) entwickelte sich gegen Ende des 13. Jahrhunderts die Bourg neuf genannte Neustadt. Während der Burgunderkriege wurde das Städtchen 1475 von den Eidgenossen erobert und zerstört.
Mit der Eroberung der Waadt durch Bern im Jahr 1536 wurde Les Clées eine Kastlanei unter der Landvogtei Yverdon. Damit setzte allmählich der Niedergang des Städtchens ein. Nach dem Zusammenbruch des Ancien Régime gehörte Les Clées von 1798 bis 1803 während der Helvetik zum Kanton Léman, der anschliessend mit der Inkraftsetzung der Mediationsverfassung im Kanton Waadt aufging. Es wurde 1798 dem Bezirk Orbe zugeteilt.

## Sehenswürdigkeiten
Die Kapelle beim ehemaligen Nordtor wurde im 14. Jahrhundert erwähnt. Der heutige Bau stammt von 1738 bis 1740, wobei der Turm in seiner ursprünglichen Form wiederaufgebaut wurde. Von den ehemals drei Stadttoren sind keine Reste mehr sichtbar, während von der Ummauerung einzelne Teile erhalten sind. Auf einem isolierten Hügel über der Orbe befinden sich die Reste der ehemaligen Burg, die 1475 zerstört wurde. Erhalten ist der massive viereckige Bergfried aus dem 13. Jahrhundert, der im Laufe des 19. Jahrhunderts restauriert wurde. Über die Orbe führt eine Steinbrücke von 1764.

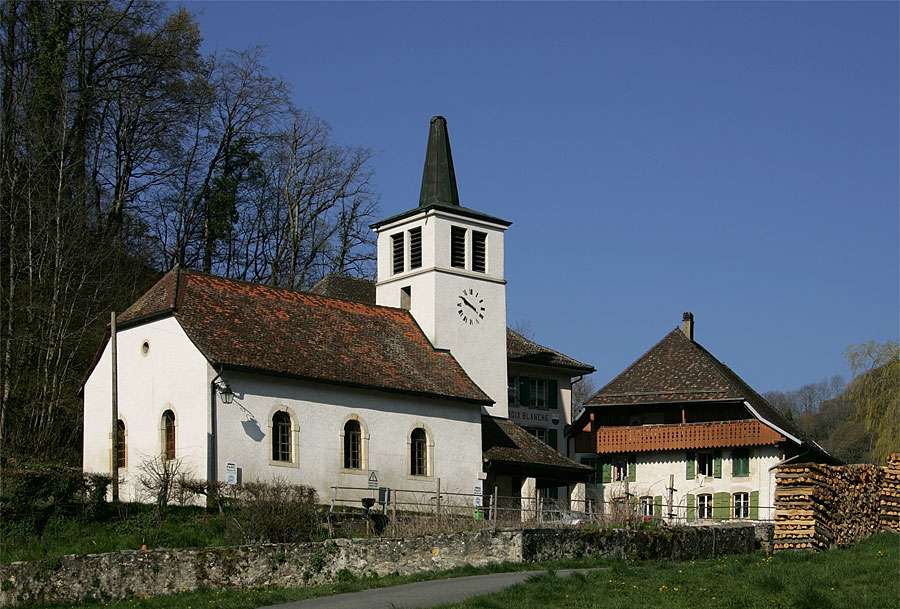
Kirche von Les Clées
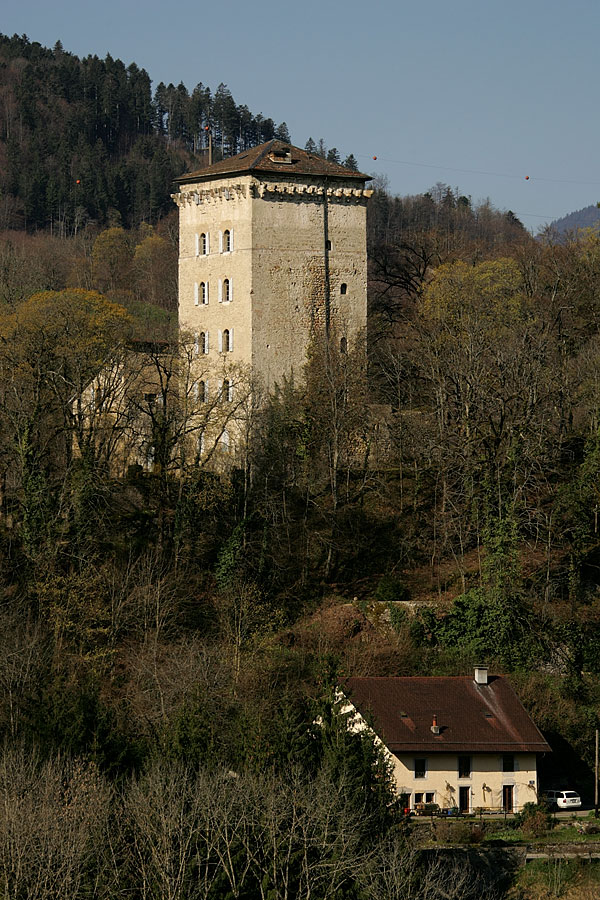
Burghügel
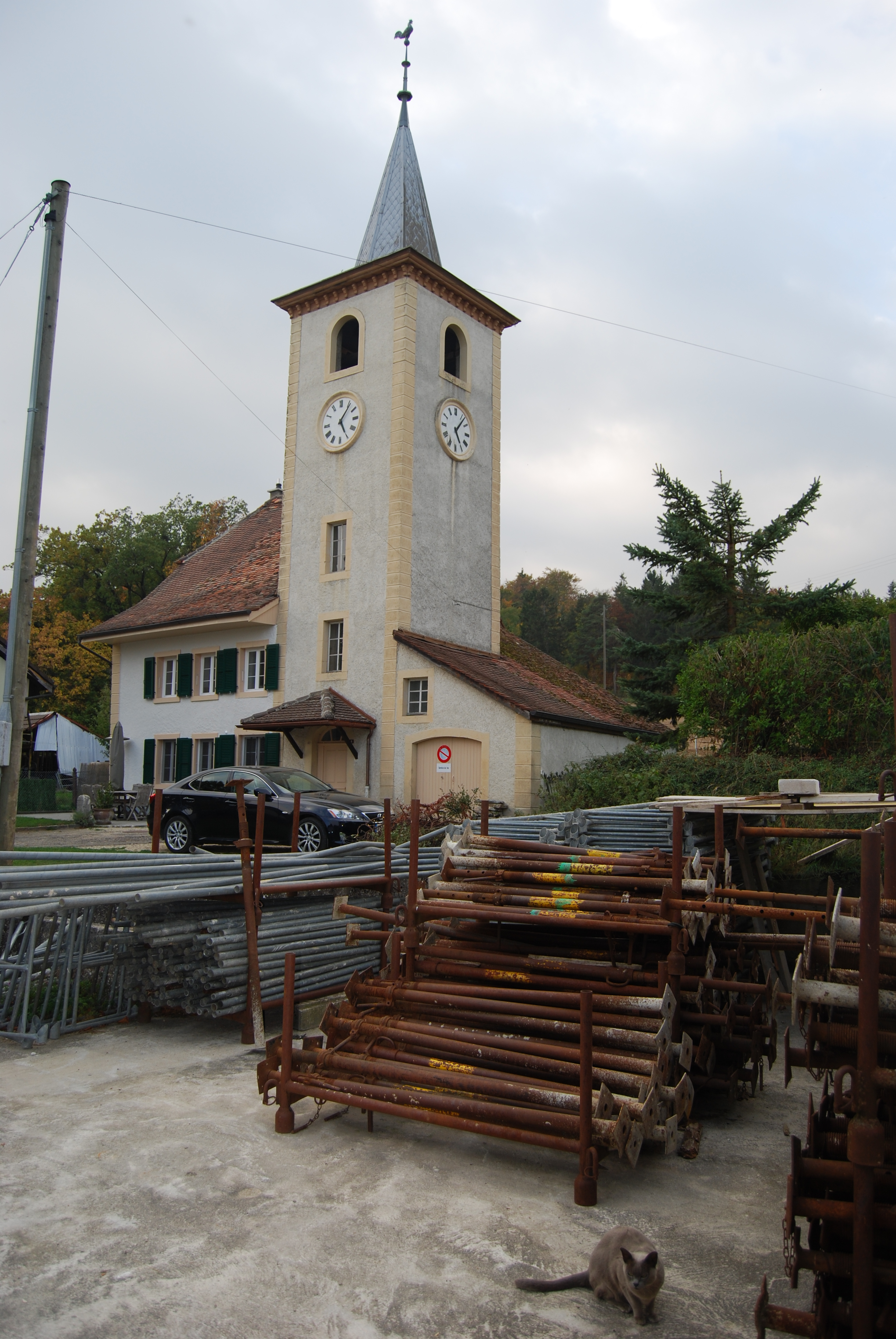
Kirche von La Russille
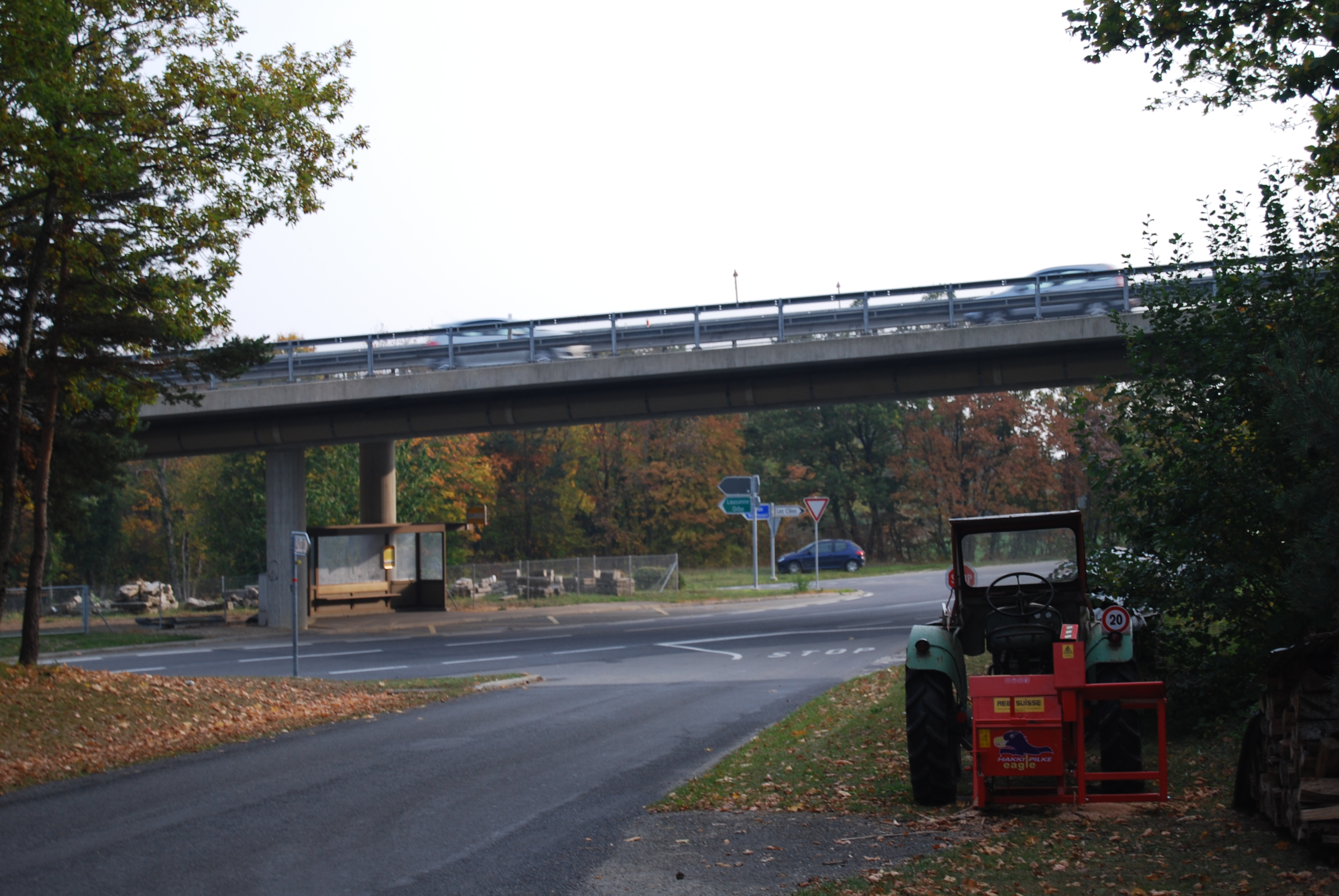
Brücke der Autostrasse A9 zwischen Les Clées und La Russille